# 帕特里克·丹普西
帕特里克·盖伦·丹普西（英語：Patrick Galen Dempsey，1966年1月13日—），美国著名影视演员，曾經获得金球奖提名，在多部影视作品中出演主要角色，例如《實習醫生》及《魔法奇緣》等等。
丹普西亦是一名賽車手，曾多次參加美國及歐洲的大型賽事並多次獲獎，他更擁有自己的賽車隊丹普西車隊。

## 早年经历
出生于美国缅因州刘易斯顿的一个爱尔兰裔家庭，父亲是保险代理员。

## 私人生活
1987年，當時只有21歲的帕特里克和已有48歲的洛雪兒·「洛琪」·帕克（Rochelle "Rocky" Parker）結婚，此外帕克還有一位比帕特里克大1歲的兒子，他們於1994年離婚。1999年7月31日，帕特里克和姬莉安·芬克（Jillian Fink）結婚。2002年2月20日，芬克誔下女兒，泰露拉·菲耶（Tallulah Fyfe）；2007年2月1日，芬克誔下雙胞胎，達比·嘉倫（Darby Galen）及蘇利文·帕特里克（Sullivan Patrick）。